# Coelorachis clarkei
Coelorachis clarkei är en gräsart som först beskrevs av Eduard Hackel, och fick sitt nu gällande namn av Ethelbert Blatter och Mccann. Coelorachis clarkei ingår i släktet Coelorachis, och familjen gräs. Inga underarter finns listade i Catalogue of Life.